# Суцкевер, Авром
Авро́м (Абра́м Ге́рцевич) Су́цкевер (идиш אַברהם סוצקעװער‎; 15 июля 1913, Сморгонь, Ошмянский уезд, Виленская губерния, Российская империя — 20 января 2010, Тель-Авив, Израиль) — еврейский поэт и прозаик, один из крупнейших поэтов на идише.

## Биография
Родился в традиционной семье; среди его предков — известные раввины и учёные. Родители — Герц Мойше-Залманович Суцкевер (1874—1920) и Рейна Шепселевна Файнберг (1883—1942), из раввинской семьи — заключили брак в 1905 году в Вильне. Во время Первой мировой войны, спасаясь от военных действий, семья бежала в Сибирь, где прошло детство поэта. После смерти отца в 1920 году семья переехала в Вильнюс. Авром учился в хедере, с домашними учителями, в еврейско-польской гимназии, был вольнослушателем Университета Стефана Батория.
В 1930 году вступил в молодёжную еврейскую организацию скаутов «Бин», основанную М. Вайнрайхом, в которой культивировался идиш. Вскоре примкнул к литературной группе «Юнг Вилне» («Молодая Вильна»). В 1930-е годы часто бывал в Варшаве, жил случайными заработками.
После присоединения Литвы к СССР работал на радио. В 1941 году оказался с женой и матерью на оккупированной территории. Скрывался от нацистов, в сентябре 1941 года попал в Вильнюсское гетто. Участник подполья в гетто и партизан отряда «Некоме» («Месть»). Спас важнейшие рукописи и книги библиотек М. Страшуна и ИВО (письма Л. Толстого, М. Горького, рукописи Шолом-Алейхема и др.), которые надлежало уничтожить по приказу нацистов.
В сентябре 1943 года, накануне ликвидации гетто, Суцкевер с отрядом участников Сопротивления добрался до Нарочанских лесов. 12 марта 1944 года был доставлен военным самолётом в Москву, где в начале апреля выступил на третьем пленуме Еврейского антифашистского комитета; неоднократно встречался с Б. Пастернаком.
27 февраля 1946 года в качестве свидетеля давал показания на Нюрнбергском процессе.
В середине 1946 года уехал в Польшу; в конце года принял участие в первом послевоенном Сионистском конгрессе в Базеле, где встретился с Голдой Меир. С её помощью в сентябре 1947 года вместе с женой нелегально въехал на территорию подмандатной Палестины.
В 1948-49 годы служил в израильской армии военным корреспондентом, участвовал в Войне за независимость Израиля. В 1949 году стал основателем и редактором созданного при содействии Хистадрута ежеквартального журнала на идише «Ди Голдене кейт» (идиш «די גאָלדענע קייט»‎ — «Золотая цепь»), который вплоть до закрытия играл огромную роль в развитии литературы на идише во всём мире.

## Творчество
В 1927 году начал писать стихи на иврите, но вскоре полностью перешёл на идиш, первое стихотворение на котором опубликовал в 1933 году. Первый сборник «Лидер» («Стихотворения», 1937) был благожелательно встречен критикой. Рукопись книги стихотворений, стилизованных под средневековую еврейскую поэзию, погибла в гетто. Второй сборник «Валдикс» («Лесное», 1940) в основном посвящён пейзажной лирике.
В Вильнюсском гетто продолжал писать, завоевал на конкурсе литераторов-узников (февраль 1942) премию за драматическую поэму «Дос кейверкинд» («Дитя могил»).
О пережитом в годы войны написал в книге «Фун Вилнер гето» («Из Виленского гетто» — М.: Эмес, 1946; 2-е издание, без купюр, вышло позднее в Париже на средства Союза виленских евреев во Франции), в поэме «Гехеймштот» («Тайный город», 1946—47).
Участие в освобождении Негева под командованием И. Саде нашло отражение в цикле «Лидер фун Негев» («Стихи из Негева») и в поэме «Гайстике эрд» («Одухотворённая земля»).
В 1952—1953 годах опубликовал раннюю поэму «Сибирь» с иллюстрациями М. Шагала: сначала в переводе на иврит, затем — в оригинале на идиш и в переводе на английский (издание ЮНЕСКО).
В 1963 году специальный юбилейный комитет во главе с З. Шазаром выпустил в честь 50-летия Суцкевера двухтомник его стихотворений, а также сборник статей о его творчестве из израильской и мировой прессы. В многочисленных поездках по Америке, Канаде, Мексике и другим странам Суцкевер выступал на встречах с еврейскими читателями.

## Награды
- Кавалер ордена Великого князя Литовского Гядиминаса (5 февраля 2008 года, Литва)[7]
- Лауреат премии имени И. Мангера (1969) за лучшее произведение на идише, Премии главы правительства (1976), Государственной премии Израиля за 1985 год и других.
- Почётный гражданин Тель-Авива (1983).

## Публикации
- Буквоцвет (избранные стихотворения и поэмы в переводе Игоря Булатовского). Еврейский общинный центр Санкт-Петербурга, Центр «Петербургская иудаика». СПб., 2010. 88 с.: ил.
- Там, где ночуют звёзды (рассказы). М.: Текст—Книжники, 2015. — 301 с.